# Paul Schreckhaase
Paul Wilhelm Erdmann Schreckhaase (* 12. September 1874 in Altdamm, Kreis Randow; † 5. November 1912 in Berlin-Steglitz) war ein deutscher Marine- und Landschaftsmaler sowie Autor zur Malerei.

## Leben
Schreckhaase war der Sohn des Forstkassenrendanten und Rechnungsrats Julius Leo Schreckhaase und dessen Ehefrau Luise Erdmine geb. Bergmann. 1897 ehelichte er die Rentiertochter Martha Stolt. Er lebte zu dem Zeitpunkt an der Potsdamer Straße 76a (heute Nr. 203). Später lebte er in Lichterfelde. Er starb bereits im Alter von 38 Jahren in seiner Wohnung in der Lauenburger Straße 1 in Berlin-Steglitz. Er wurde auf dem Friedhof von Steglitz-Zehlendorf begraben.

## Werk
Überliefert ist das Werk von Paul Schreckhaase im Wesentlichen über die Ausstellungskataloge der Jahre 1905 bis 1913 mit einem Werk, das seit Mitte der 1990er Jahre eine Renaissance erfahren hat und sich in der wachsenden Zahl von Versteigerungen seiner Bilder in den Auktionshäusern widerspiegelte. 
Bekannt sind von ihm knapp 100 Werke: 84 Ölgemälde und Gouachen, 13 Zeichnungen und darüber hinaus zahlreiche Illustrationen in Zeitschriften, Köhler’s illustrierter Flottenkalender sowie Künstlerpostkarten. Als Marinemaler profitierte er von der Marinebegeisterung des wilhelminischen Kaiserreiches und nahm an zahlreichen Kunstausstellungen teil – etwa an der Schau des Königsberger Kunstvereins des Jahres 1905 oder Berliner Kunstausstellungen der Jahre 1912 und 1913 (mit den Gemälden Alter Wattfischer, Vollschiff, den Lotsen erwartend, Werft auf der Hallig, oder Fischerhaus auf Hiddensee).
Die meisten seiner Gemälde sind nicht datiert. Das älteste datierbare stammt aus dem Jahr 1898 (Wolgast 1898). Trotz der damaligen Marinebegeisterung hat Paul Schreckhaase keine Kriegsschiffe gemalt oder gezeichnet. Seine Motive holte er sich auf seinen Studienreisen, die vor allem an die Nordsee und die Ostsee führten. Allein nach Cuxhaven führten drei Reisen der Jahre 1909, 1910 und 1911. Daneben führten weitere Studienreisen in das Allgäu und die damals bei Malern beliebte Havellandschaft um Potsdam.
Seine Fachkenntnisse zur Seefahrt erwarb sich Paul Schreckhaase, indem er auf Fischkuttern und Feuerschiffen anheuerte und dort arbeitete. Diese Zeit verarbeitete er auch in Erlebnisberichten für deutsche Zeitschriften, so etwa 1909 ein Bericht in der Berliner Zeitschrift Die Woche über seine Zeit auf einer „Elblotsgaliot“. Darüber hinaus verfasste er ein Buch zur Ölmalerei, das 1907 erstmals veröffentlicht wurde.

## Werke (Auswahl)
- Blick auf die mittelalterliche Inselstadt an einem Sommertag, 1898–1898 (1898)
- Krabbenfischer kocht an Land (um 1900)
- Der Lotse kommt an Bord (1905)
- Seenotretter im Einsatz (1905)
- Nachtfahrt bei Mondlicht (1905)
- Kleiner Dampfer auf bewegter See (1906)
- Dalmatinische Steilküste mit Blick auf das weite Meer
- Uferstück im sonnigen Licht mit vorbeiziehendem Dampfer
- Blick auf den Monte Castello Gardasee
- Sommertag an der Küste
- Ansicht bei Berlin-Zehlendorf
- Leuchtturm
- Ungewöhnlicher Fels am Ufer
- Nächtliche Marine mit dreimastigem Segelschiff
- Dunstige Lagunenlandschaft mit Segelbooten
- Schlachtensee
- Am Schlachtensee
- Blick von der Höhe auf felsige Küste mit weitem Blick auf das Meer
- Halbinsel mit Badehäuschen
- Waldstudie
- Flußlandschaft mit Uferszene und Figurenstaffage
- Sommertag an der Küste
- Baumgruppe am Seeufer

## Galerie

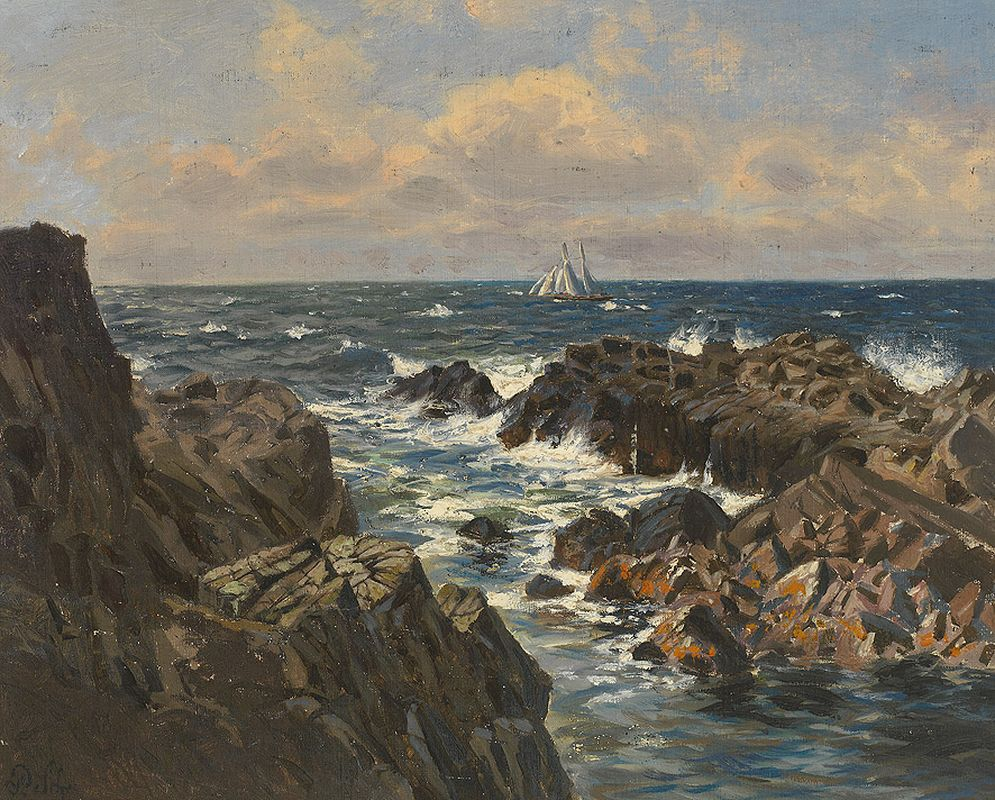
Morgendliches Marinestück mit felsigem Ufer
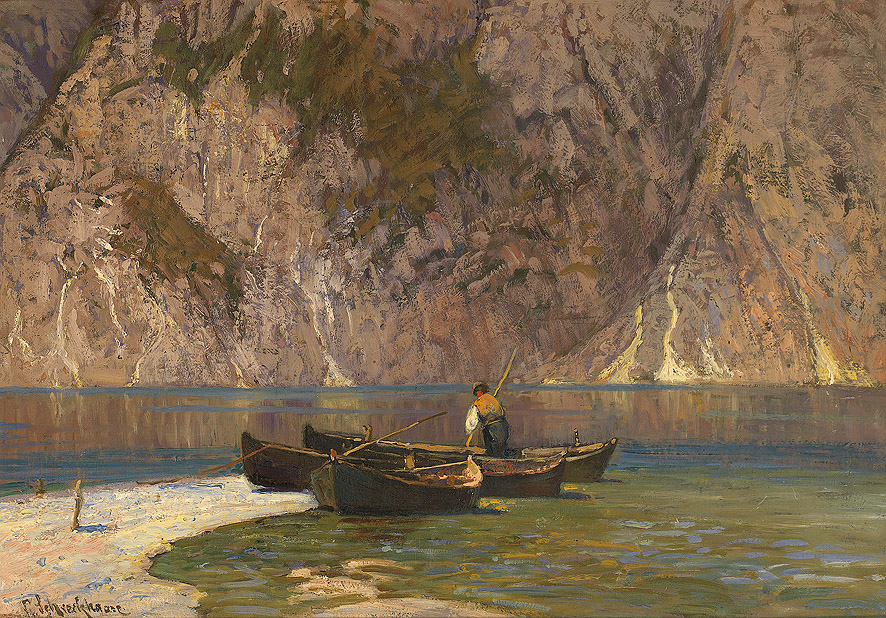
Das Boot, Gardasee
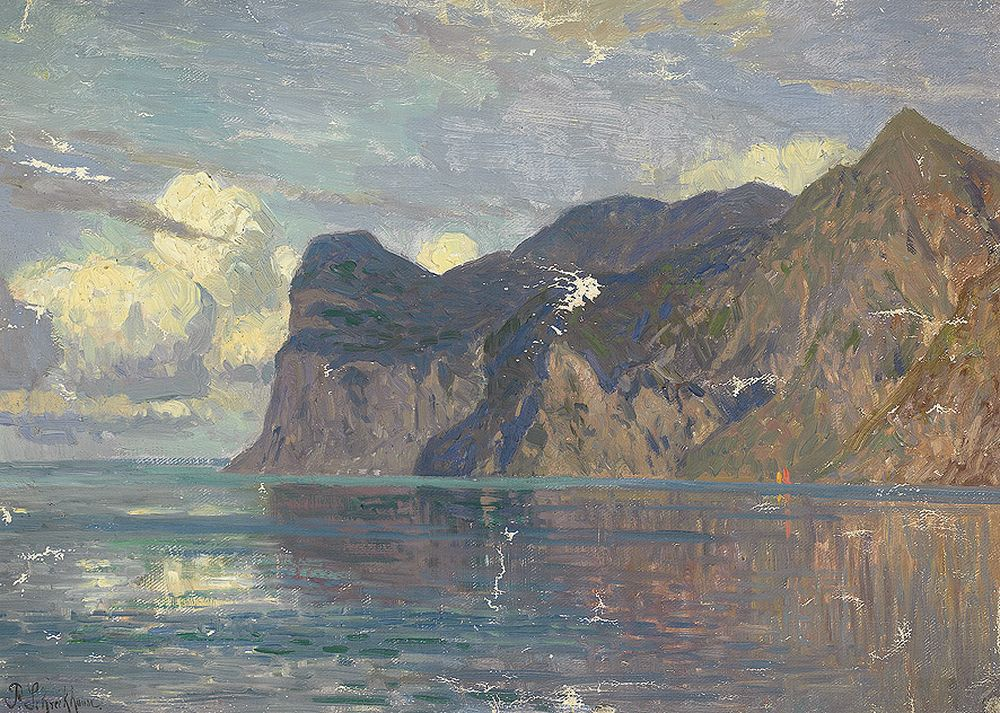
Gardasee
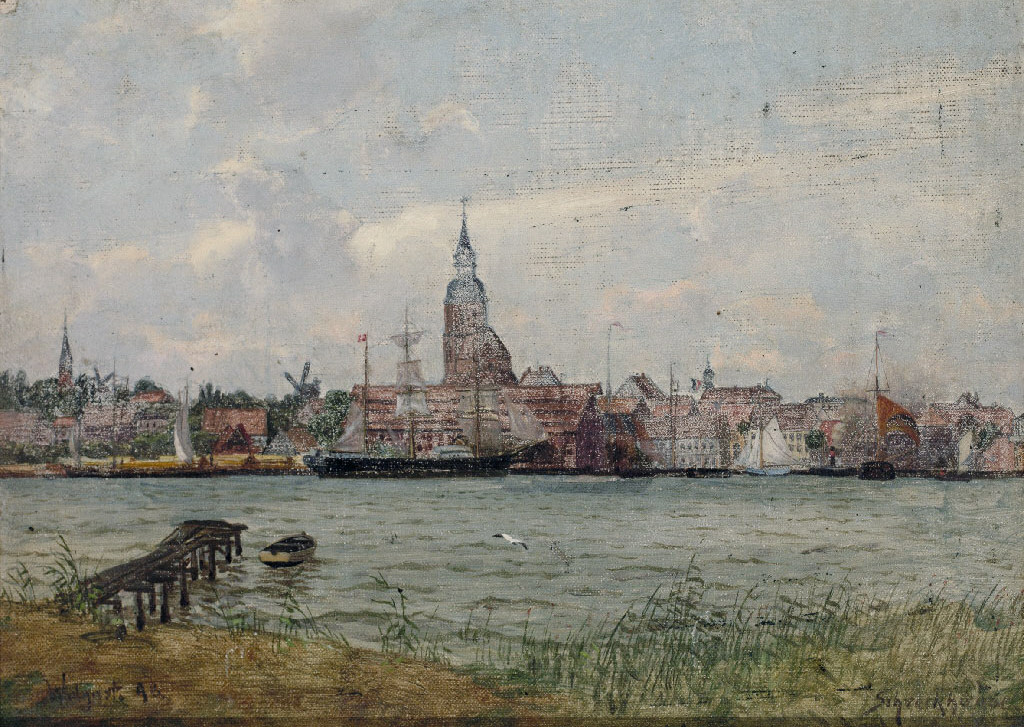
Wolgast 1898